# BCトランジット
BCトランジット（英語：BC Transit）は、カナダにおけるブリティッシュコロンビア州の公共交通機関を統括する組織で、本部を州都ビクトリアに置く。

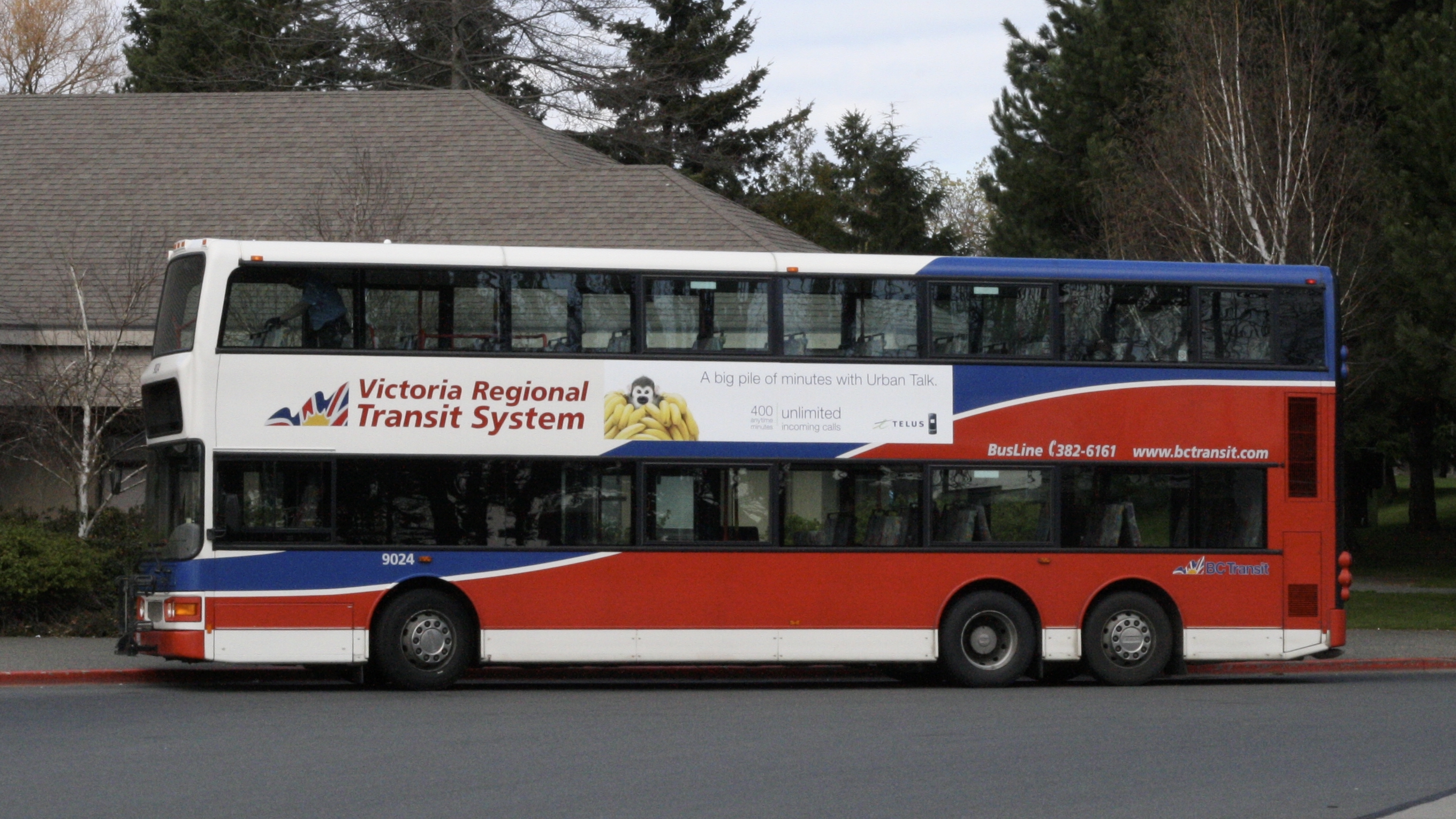
ビクトリア大学の前に停車中の2階建てノンステップバス。

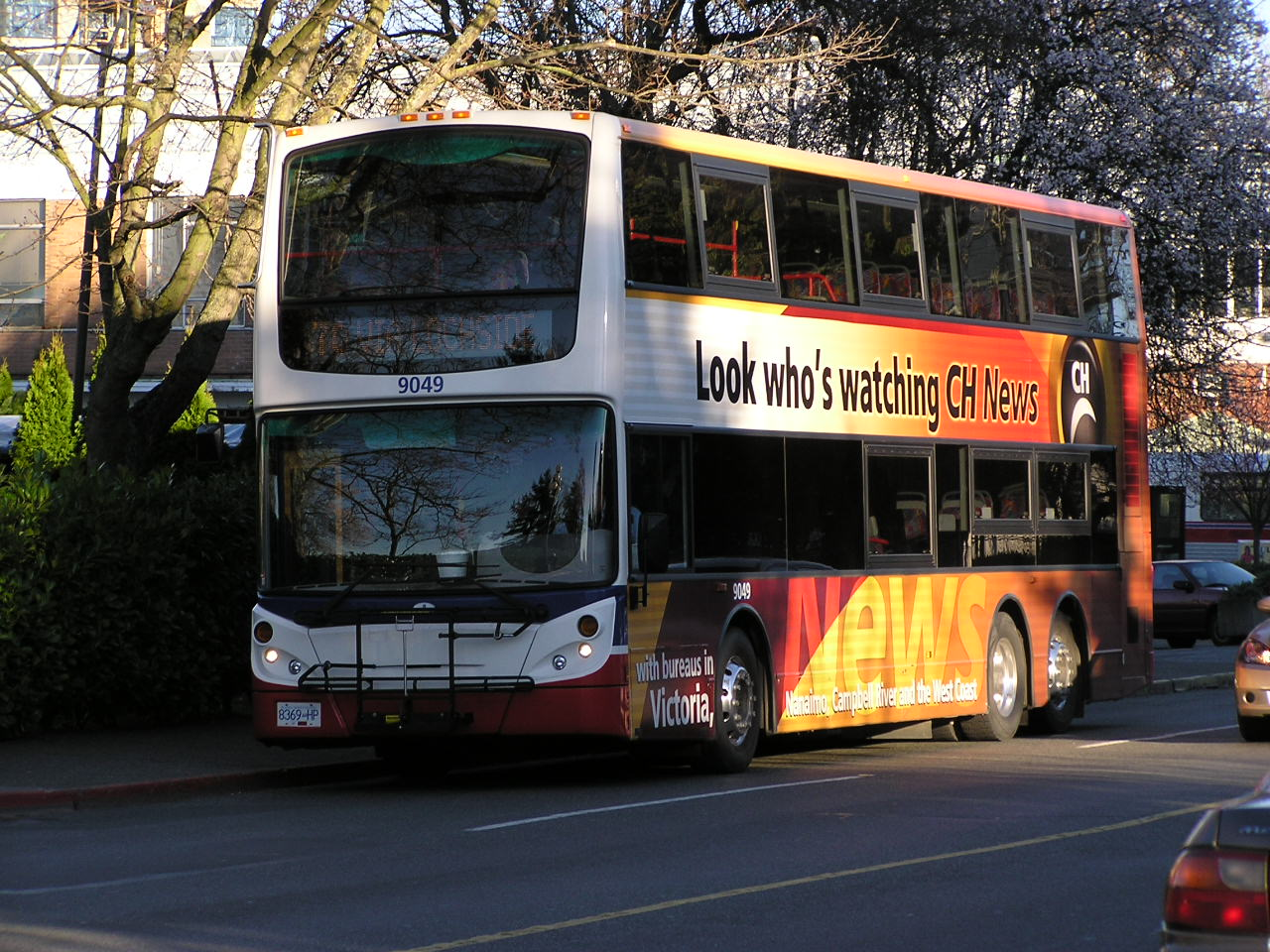
エンバイロ・500

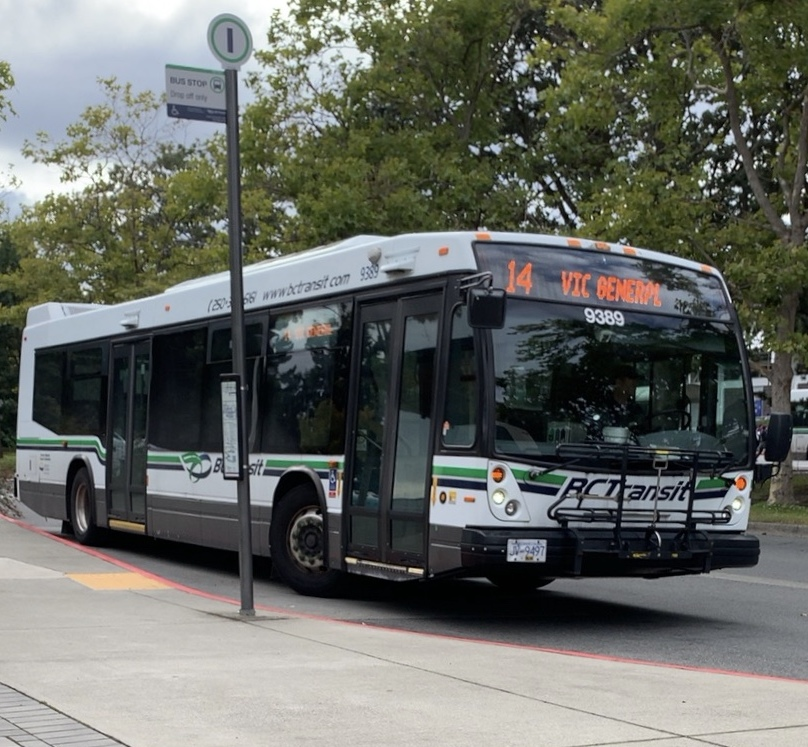
BCトランジット Novabus

## 概要
ブリティッシュコロンビア州内の50以上の地方公共団体と共同出資でグレイハウンド・カナダの子会社グレイラインをはじめとする各地の運営会社に業務を委託し、各地に運行組織を編成の上、路線バスやそれを補完するタクシーによる公共交通システムを一括して管理していた。
バンクーバー都市圏のメトロバンクーバーについてはトランスリンクがその役割を担っており、BCトランジットは管轄していない。主な事業としてコンベンショナルトランジットと言われる路線バスや小型バスを使用した路線バス事業のほか、ハンディダートと呼ばれる各戸訪問できる障害者用のバスとそれを補完するタクシー補助券を供給し、小規模な集落に対してはパラトランジットと名づけて路線やダイヤを定めないタクシーやバンを使った柔軟な運行も行っている。
グレイハウンド・カナダの事業終了後は、独自の都市間バス「BCバス・ノース」を2018年に開始した。

## 歴史
1972年に州政府がBCハイドロに対して州内の公共交通整備に対する助成を開始し、1978年に州は都市交通局を開設。翌1979年に地方公共交通の計画事業も交通局へと統合した。この交通局が後にBCトランジットへと改称。1999年バンクーバー都市圏での公共交通機関の運営をトランスリンクへと移管し現在に至る。

## 運賃制度
運賃は一部の路線を除き1回あたり2.50カナダドルであり、チケットを10枚纏め買いを行う場合は22.50カナダドルとなる。1日パスの場合は5.00カナダドルとなっている。